# همتابه‌همتا (رایانه)

یک شبکه همتا-به-همتا (Peer-to-Peer ,پی۲پی) که در آن نودهای متصل بهم (همتا) بدون نیاز به سیستم مدیریت مرکزی با یکدیگر داده تبادل می‌کنند.

همکار به همکار یا همتابه‌همتا (به انگلیسی: Peer-to-peer) یا P2P (اختصاری پی۲پی) نام گونه‌ای از معماری شبکه‌های رایانه‌ای است. در این نوع شبکه، رایانه‌های کارساز و کارخواه هر دو در یک سطح و مستقیم با هم کار می‌کنند، به این مفهوم که هر رایانه می‌تواند از اطلاعات رایانهٔ دیگر استفاده کرده یا به رایانه دیگر اطلاعات بفرستد. این نوع شبکه ساده‌ترین و سریع‌ترین روش شبکه‌سازی می‌باشد. در شبکه پی۲پی گرههای پیوندی یعنی جفت‌ها منابع را در میان یکدیگر بدون استفاده از سیستم مدیریتِ متمرکز تقسیم می‌کنند.
در شبکه‌های همتابه‌همتا کامپیوترها هیچ برتری نسبت به هم در ارائه خدمات ندارند یا به عبارتی امکانات و منابع خود را در اختیار یک دیگر قرار می‌دهند و اشتراک می‌گذارند.

## شبکه‌سازی به روش همتابه‌همتا
برای ایجاد چنین شبکه‌ای تجهیزات زیر لازم است:
1. کارت شبکه.
2. کابل شبکه.
3. سوکت از نوع استاندارد آرجی۴۵ که به سر کابل‌ها وصل می‌شود.
4. هاب در صورتی که بیش از دو رایانه را بخواهید شبکه کنید.
5. نرم‌افزار مناسب:به عنوان مثال سیستم‌عامل ویندوز به تنهایی می‌تواند کافی باشد.
6. برخلاف حالت کلاینت-سرور در این روش کامپیوترهای شخصی می‌توانند بدون سرور به هم متصل شده و تبادل اطلاعات نمایند.

پس از نصب مراحل سخت‌افزاری فقط کافی است که سرویس‌های شبکه را نصب کرده و دیسک‌گردان‌ها (درایوها) را به اشتراک گذارید.
مزایای این شبکه امنیت بیشتر نسبت به کلاینت-سرور و نیاز نداشتن به سرپرست (به انگلیسی: Administrator) است.
یکی از کاربردهای شبکه همتا به همتا دسترسی یافتن از راه رایانه شخصی خود به پرونده‌هایی است که در دیسک سخت رایانهٔ دیگری قرار دارد.

## پی۲پی
محاسبه یا ایجاد شبکه پی۲پی یک طرح کاربرد توزیعی است که کارها یا بارهای کاری را بین جفت‌ها تقسیم می‌کند. جفت‌ها شرکت کنندگان قوی در برنامه و به یک اندازه ممتاز می‌باشند. آن‌ها یک شبکه پی۲پی از گره‌ها را تشکیل می‌دهند. جفت‌ها بخشی از منابعشان را می‌سازند از جمله نیروی پردازشگر، حافظه دیسک یا پهنای باند شبکه که مستقیماً برای شرکت کنندگان دیگر شبکه بدون نیاز به هماهنگی مرکزی به وسیله سرورها یا میزبان‌های پایدار در دسترس می‌باشند. جفت‌ها هم عرضه‌کنندگان و هم مشتریان منابع می‌باشند برخلاف مدل سرویس گیرنده – سرویس دهنده قدیمی که در آن مصر، و عرضه منابع تقسیم می‌شود. سیستم‌های پی۲پی همکارانه جدید ورای عرصه جفت‌هایی که کارهای مشابه ضمن تقسیم منابع انجام می‌دهند می‌روند و به دنبال جفت‌های متنوعی هستند که می‌توانند باعث منابع منحصر به فرد و قابلیت‌ها برای یک اجتماع مجازی شوند که به موجب آن امکان مشارکت در کارهای بزرگ‌تر خارج از کارهایی که می‌تواند به وسیله جفت‌های فردی انجام دهد. که برای تمام جفت‌ها مفید می‌باشند می‌دهد.
این مفهوم از ساختارها و فلسفه‌های جدید در بسیاری از زمینه‌های تعامل انسانی گرفته است. در چنین محیط‌های اجتماعی، پی۲پی به عنوان یک meme به ایجاد شبکه اجتماعی طرفدار تساوی گفته می‌شود که در کل جامعه ظهور کرده است که با فناوری‌های اینترنت به‌طور کلی فعال می‌شود.

## تاریخچه
درحالی‌که سیستم‌های پی۲پی قبلاً در بسیاری از حوزه‌های کاربردی استفاده شده بودند این مفهوم به وسیله سیستم‌های تقسیم فایل از قبیل نپستر در سال ۱۹۹۹ عمومیت یافت. حرکت پی۲پی اجازه پیوند میلیون‌ها کاربر اینترنت به‌طور مستقیم داد که گروه‌ها را به وجود می‌آورد و برای ایجاد موتورهای جستجوی ایجاد شده توسط کاربر، ابر کامپیوترهای مجازی و سیستم‌های فایل همکاری می‌کردند. مفهوم اصلی کامپیوتر پی۲پی در سیستم‌های نرم‌افزاری قبل و بحث‌های شبکه‌سازی بررسی شد که به اصول بیان شده در درخواست برای توضیح‌ها، RFC برمی گردد. دیدگاه تیم برنرز برای وب جهانی به شبکه پی۲پی نزدیک بود چون فرض می‌کرد که هر کاربر وب یک ویراستار فعال و سهام دار می‌باشد که محتوا را برای ایجاد یک وب متصل به هم از لینک‌ها ایجاد و پیوند می‌دهد. اینترنت قدیمی بازتر از اینترنت فعلی بود که در آن دو ماشین متصل به اینترنت می‌توانستند بسته‌ها را برای یکدیگر بدون فایر وال‌ها و مقیاس‌های ایمنی دیگر بفرستند. این برخلاف ساختار برود کست مانند وب می‌باشد چون طی سال‌ها گسترش یافته است. به عنوان یک پیشرو در اینترنت، ARPANET یک شبکه سرویس گیرنده – سرویس دهنده موفق بود که در آن هر ند شرکت‌کننده می‌توانست محتوا را درخواست و ارائه کند.

البته ARPANET خودسازمان یافته نبود و نمی‌توانست هر گونه ابزار برای متن یا محتوا براساس مسیر یابی فراهم کند؛ بنابراین یک سیستم پیام‌رسانی توزیعی که اغلب به صورت یک طرح پی۲پی قدیمی لینک می‌شود ایجاد شد: USENET. USENET در سال ۱۹۷۹ توسعه داده شد و یک سیستم است که یک مدل کنترل غیر متمرکز را اجرا می‌کند. مدل اصلی یک مدل سرویس گیرنده – سرویس دهنده از دیدگاه کاربر یا سرویس گیرنده می‌باشد که یک رویکرد خودسازمان یابنده را برای سرورهای گروه خبری ارائه می‌کند. البته سرورهای خبری به عنوان جفت‌ها با یکدیگر برای گسترش مقاله‌ها یوزنت نیوز در گروه کل سرورهای شبکه ارتباط برقرار می‌کنند. همین ملاحظه در ایمیل SMTP نیز اعمال می‌شود بدین معنی که شبکه رله‌کننده ایمیل هسته‌ای عاملان انتقال میل یک ماهیت پی۲پی دارد درحالی‌که محیط سرویس گیرنده‌های ایمیل و اتصال‌ها مستقیم آن‌ها یک رابطه سرویس گیرنده – سرویس دهنده سخت می‌باشد. در می ۱۹۹۹ با افزایش تعداد افراد در اینترنت، شوان فانینگ برنامه به اشتراک‌گذاری فایل و آهنگ به نام ناپستر معرفی کرد. ناپستر آغاز گر شبکه‌های پی۲پی بود. همان‌طور که ما امروزه می‌دانیم در آن کاربران شرکت‌کننده یک شبکه مجازی ایجاد می‌کنند که کاملاً مستقل از شبکه فیزیکی می‌باشد. بدون اینکه اجباری برای اطاعت از مقام‌های مدیریتی یا محدودیت‌ها داشته باشند.

## کاربردها
تحویل محتوا:
استفاده از نرم‌افزار به اشتراک‌گذاری فایل پی۲پی از قبیل AMule مسئول حجم ترافیک اینترنت پی۲پی می‌باشد. در شبکه‌های پی۲پی سرویس گیرندگان هم منابع را فراهم و هم استفاده می‌کنند. این بدین معنی است که برخلاف سیستم‌های سرویس گیرنده – سرویس دهنده ظرفیت سرویس محتوای شبکه‌های پی۲پی در واقع با افزایش دسترسی کاربران به محتوا می‌تواند افزایش یابد. این ویژگی یکی از فایده‌های عمده استفاده از شبکه‌های پی۲پی مکی باشد چون هزینه‌های نصب و اجرا را برای توزیع‌کننده محتوای اصلی بسیار کوچک می‌سازد.

شبکه‌های اشتراک‌گذاری فایل:
بسیاری از شبکه‌های به اشتراک‌گذاری فایل پی۲پی از قبیل گنوتلا، G2 و شبکه eDonkey فناوری‌های پی۲پی را عمومی و رایج کردند.
- شبکه‌های تحویل محتوای پی۲پی
- سرویس‌های محتوای پی۲پی، به‌طور مثال حافظه‌های نهان برای عملکرد بهبود یافته از قبیل کورلی کچ
- انتشار و توزیع نرم‌افزار از طریق شبکه‌های به اشتراک‌گذاری فایل.

حقوق مالکیت فکری و تقسیم غیرقانونی :

ایجاد شبکه پی۲پی شامل انتقال داده‌ها از یک کاربر به کاربر دیگر بدون استفاده از یک سرور بلافصل و واسطه می‌باشد.

شرکت‌هایی که اپ‌های پی۲پی توسعه می‌دهند در بسیاری دعاوی حقوقی درگیر شده‌اند که عمدتاً در ایالت‌های متحده و به‌طور عمده در بر سرویس مسائل مربوط به قانون پی۲پی کپی رایت بوده‌اند. دو دعوی عمده گراگستر در مقابل RIAA و MGM استادیو در مقابل شرکت گراکستر می‌باشند. در هر دو دعوی فناوری به اشتراک‌گذاری فایل به عنوان قانونی شناخته شد مادامی که بسط دهندگان توانایی برای پیشگیری از به اشتراک‌گذاری مطلب کپی رایت شده نداشته‌اند.
چند رسانه‌ای :
- پروتکل‌های پی۲پی TVو PDTP
- برخی اپ‌های چند رسانه‌ای اختصاصی از قبیل Skype و Spotify از یک شبکه پی۲پی همراه با به جریان انداختن سرورهای به جریان صوتی و تصویری برای سرویس گیرندگانشان استفاده می‌کنند.
- پخش ند برای جریانات مالتی تسک
- دانشگاه ایالتی پنسیلوانیا، MIT و دانشگاه سیمون فریزر در حال انجام یک پروژه به نام لاین شر می‌باشد که برای آسانی به اشتراک‌گذاری فایل در میان موسسات آموزشی به صورت جهانی طراحی شده است.
- Osiris یک برنامه است که به کاربرانشان اجازه ایجاد پرتال‌های وب بی‌نام و مستقل توزیع شده از طریق شبکه پی۲پی را می‌دهد.

کاربردهای دیگر پی۲پی:
بیت کوین و انواع آن از قبیل Peercoin و Nxt پول‌های رایج دیجیتال مبتنی بر پی۲پی می‌باشند.
- I2P یک شبکه اُورلی مورد استفاده برای گشت زنی در اینترنت به‌طور بی‌نام می‌باشد.
- نت سوکوکو یک شبکه اجتماعی وایرلس است که برای استفاده مستقل از اینترنت طراحی شده است.
- دالسا، یک حافظه و. ب پی۲پی برای LANها
- اپن گاردن، برنامه به اشتراک‌گذاری اتصال که دسترسی به اینترنت را با دستگاه‌های دیگر با استفاده از Wi-Fi یا بلوتوث تقسیم یم کند.
- تحقیق همانند پروژه کورد، استفاده حافظه PAST, P-Grid و سیستم توزیع محتوای Coop-NET
- JXTA، یک پروتکل پی۲پی طراحی شده برای سکوی جاوا
- میدپوینت و کارنسی فر بازار مبادله پول خارجی پی۲پی می‌باشند.
- بخش دفاع U.S در حال انجام تحقیق روی شبکه‌های پی۲پی به عنوان بخشی از استراتژی جنگ افزای شبکه جدید خود می‌باشد. در می ۲۰۰۳ انتونی تتر مدیر DARPA شهادت داد که ارتش آمریکا از شبکه‌های پی۲پی استفاده می‌کند.

طرح :
یک شبکه پی۲پی حول مفهوم گره‌های جفت مساوی طراحی می‌شود که هم‌زمان هم به عنوان سرویس گیرنده و هم سرویس دهنده در گره‌های دیگر در شبکه عمل می‌کند. این مدل آرایش شبکه با مدل سرویس گیرنده – سرویس دهنده فرق دارد که در آن ارتباط معمولاً به یک سرور مرکزی و از آن می‌باشد. یک مثال شاخص انتقال فایل که از مدل سرویس گیرنده – سرویس دهنده استفاده می‌کند سرویس FTP می‌باشد که در آن برنامه‌های سرویس گیرنده و سرویس دهنده متمایز می‌باشند: سرویس گیرندگان انتقال را آغاز می‌کنند و سرورها این درخواست‌ها را برآورده می‌سازند.

کشف منبع و مسیریابی :
شبکه‌های پی۲پی عموماً نوعی شبکه اُورلی مجازی در بالای توپولوژی شبکه فیزیکی اجرا می‌کنند. که در آن ندها به شکل اُورلی یک زیر مجموعه از ندها در شبکه فیزیکی می‌باشند. داده‌ها باز مستقیماً در شبکه TCP/IP پایه مبادله می‌شود اما در لایه برنامه کاربردی جفت‌ها می‌توانند با یکدیگر به‌طور مستقیم ارتباط برقرار کنند. از اُورلی‌ها برای شاخص‌گذاری و کشف ند و مستقل ساختن سیستم پی۲پی از توپولوژی شبکه فیزیکی استفاده می‌شود. براساس نحوه پیوند ندها به یکدیگر در شبکه اُورلی و نحوه شاخص‌گذاری و قرارگیری منابع ما می‌توانیم شبکه‌ها را به عنوان ساختاری و غیر ساختاری طبقه‌بندی کنیم.

شبکه‌های غیر ساختاری :
نمودار شبکه اُورلی برای یک شبکه پی۲پی غیر ساختاری که ماهیت ویژه اتصالها بین ندها را نشان می‌دهد. شبکه‌های پی۲پی غیر ساختاری یک ساختار ویژه بر شبکه اُورلی از روی طرح تحمیل نمی‌کنند بلکه به وسیله گره‌هایی تشکیل می‌شوند که به‌طور تصادفی اتصال‌ها به یکدیگر را به وجود می‌آورند. از آنجایی که هیچ ساختار تحمیل شده جهانی بر آن‌ها وجود ندارد لذا ساخت شبکه‌های غیر ساختاری آسان می‌باشد و می‌توان به نواحی مختلف اُورلی اجازه بهینه‌سازی‌های محلی داد. همچنین از آنجایی که نقش تمام ندها در شبکه یکی است لذا شبکه‌های غیر ساختاری در رویارویی با نرخ‌های بالا، بسیار قوی می‌باشند یعنی زمانی که تعداد زیادی از ندها بیشتر به هم پیوند می‌یابند و شبکه را ترک می‌کنند. البته محدودیت‌های اولیه شبکه‌های غیر ساختاری همچنین ناشی از این فقدان ساختار می‌باشد. به‌طور مثال وقتی یک ند می‌خواهد یک تکه دادهٔ مطلوب را در شبکه بیابد، جستجو باید از طریق شبکه برای پیدا کردن هر چه بیشتر گره‌هایی که داده‌ها را به اشتراک می‌گذارند سرازیر شود. سرازیری باعث مقدار بسیار زیاد ترافیک سیگنال در شبکه می‌شود؛ از حافظه / پردازندهٔ بیشتری استفاده می‌کند؛ اطمینان نمی‌دهد که جستجوها همیشه مرتفع خواهند شد؛ گذشته از آن، از آنجایی که هیچ همبستگی بین یک ند و محتوای مدیریت شده به وسیله آن وجود ندارد لذا تضمین داده نمی‌شود که با سرازیری، یک ند را بیابد که داده‌های مورد نظر را دارا باشد و محتوای عمومی احتمالاً در چندین ند در دسترس می‌باشد و هر گره‌ای که به دنبال آن می‌گردد، احتمالاً همان را پیدا می‌کند. اما اگر یک ند به دنبال داده‌های نادر به اشتراک گذاشته شدهٔ تنها به وسیله تعداد کمی از ندها باشد، آنگاه بسیار بعید است که جستجو موفق باشد.